# Marc Riboud
Marc Riboud (Saint-Genis-Laval, 1923. június 24. – Párizs, 2016. augusztus 30.) francia riportfotós. Bejárta a világot, hogy rögzítse az emberek mindennapjait, örömeiket és küzdelmeiket, Angkortól Isztambulig, Indiától Bangladesig és New Yorktól Kínáig. Képeit olyan világhírű magazinok publikálták mint a Life, a Paris-Match és a Stern.

## Élete és művészete
Riboud Saint-Genis-Lavalban született, a középiskolát Lyonban végezte. Első fényképét apjától a 14. születésnapjára kapott Vest Pocket Kodak kamerájával készítette 1937-ben. A 2. világháború utolsó két évében aktív szerepet vállalt a francia ellenállási mozgalomban. A háborút követően mérnöki tanulmányokat folytatott az École Centrale de Lyonban (ECL), mielőtt úgy döntött, hogy fotós lesz.
1951-ben döntötte el, hogy szabadúszó fotóriporter lesz. 1952-ben Párizsba költözött és megismerkedett Henri Cartier-Bressonnal, aki a mentora lett. 1953-tól több mint két évtizeden keresztül volt a Cartier-Bresson és Robert Capa alapította Magnum Photos ügynökség tagja. Az ügynökség ars poeticája szerint fotósaik erős egyéni látásmódjukkal a világ krónikásai; az emberek, események, viták és személyiségek megjelenítői. Úgy gondolták, hogy a fényképeken érződnie kell a fotós nézőpontjának, ami túllép az események sablonos megjelenítésén.
1954-től Londonban élt és dolgozott. 1955–57 között járt Indiában és Kínában. 1968–69-ben a háború idején Észak- és Dél-Vietnámból tudósított. 1974 és 1976 között a Magnum elnöki feladatait is ellátta.
1961 összeházasodott a Párizsban élő amerikai szobrásszal, regényíróval és költővel Barbara Chase-zel. Két gyermekük született, Alexei és David. 1981-ben elváltak. Második felesége Catherine Chaine újságíró és író, akitől szintén két gyermeke született, Clémence és Théo.
Riboud hivatalos életrajzát Annick Cojean írta a fotós közreműködésével, akinek 25 képe is bekerült a kötetbe.
Riboud 2016. augusztus 30-án hunyt el 93 éves korában Alzheimer-kórban.

## Kötetei (válogatás)
- Three Banners of China. Macmillan, 1966. ISBN 978-3-7611-0609-9
- Visions of China: Photographs, 1957-1980.Pantheon Books, 1981. ISBN 978-0394515359
- Photographs at Home and Abroad Claude Roy bevezetőjével. Abrams, 1988. ISBN 978-0810915664
- Claude Roy: Journal. New York: Harry N. Abrams, 1988. ISBN 978-0-8109-1566-4
- Angkor: The Serenity of Buddhism. London: Thames and Hudson, 1993. ISBN 978-0-500-54182-1
- Marc Riboud in China: Forty Years of Photography. New York: Harry N. Abrams, 1997. ISBN 978-0-8109-4430-5

## Fordítás
- Ez a szócikk részben vagy egészben  a   Marc Riboud című angol Wikipédia-szócikk ezen változatának fordításán alapul.  Az eredeti cikk szerkesztőit annak laptörténete sorolja fel. Ez a jelzés csupán a megfogalmazás eredetét és a szerzői jogokat jelzi, nem szolgál a cikkben szereplő információk forrásmegjelöléseként.